# Анкаратра
Анкаратра (Ankaratra) је угашени вулкански масив у самом средишту Мадагаскара, удаљен 50 km југозападно од главног града Антананарива. На крајњем југу се могу наћи врући извори, који су последњи трагови вулканске активности. Највиши врх је Циафајавона (Tsiafajavona 2.642 m). На малгашком језику његов назив значи „никад изнад магле“.